# ايبستويتش نايتز
ايبستويتش نايتز الاسم الكامل: (بالإنجليزية: Ipswich Knights Soccer Club)‏ هو نادي كرة قدم أسترالي تم إنشاؤه في سنة 1998 الميلادية وشارك في الدوري الممتاز البريسباني.